# Homoneura bispinalis
Homoneura bispinalis är en tvåvingeart som beskrevs av Yang, Hu och Zhu 2001. Homoneura bispinalis ingår i släktet Homoneura och familjen lövflugor. Inga underarter finns listade i Catalogue of Life.